# Sănătate
Sănătatea se definește în mod curent ca starea unui organism la care funcționarea tuturor organelor se face în mod normal și regulat. 

Steagul Organizației Mondiale a Sănătății

Organizația Mondială a Sănătății a propus în 1946 definiția următoare: „Sănătatea este o stare pe deplin favorabilă atât fizic, mental cât și social, și nu doar absența bolilor sau a infirmităților”. Mai târziu a fost inclusă în această definiție și „capacitatea de a duce o viață productivă social și economic”.

## Definiții
Organizația Mondială a Sănătății a propus în 1946 definiția următoare: „Sănătatea este o stare pe deplin favorabilă atât fizic, mental cât și social, și nu doar absența bolilor sau a infirmităților”. Mai târziu a fost inclusă în această definiție și „capacitatea de a duce o viață productivă social și economic”. Definiția OMS nu este lipsită de critici, după cum unii susțin că sănătatea nu poate fi definită ca o stare, ci trebuie să fie văzută ca un proces continuu de adaptare la cerințele în schimbare ale vieții și ale sensurilor pe care le dăm vieții. Definiția OMS este, prin urmare, considerată de mulți ca fiind un scop idealist, mai degrabă decât o propunere realistă.
Sănătatea este eficiența funcțională și/sau metabolică a unui organism, în orice moment, atât la nivel celular cât și global. Toate organismele individuale, de la cele mai simple la cele mai complexe, variază între o sănătate optimă și sănătate zero (mort).
În domeniul medical, sănătatea este de obicei definită ca abilitatea unui organism de a răspunde eficient provocărilor (stres), precum și în mod eficient a restabili și susține o "stare de echilibru", cunoscut sub numele de homeostazie.
Raportul LaLonde a sugerat că există patru factori determinanți ai sănătății generale pe care el le-a numit "biologia umană", "mediu", "stilul de viață", și "asistență medicală de organizare". Astfel, sănătatea este menținută prin știința și practica medicală, dar poate fi, de asemenea, îmbunătățită prin efort individual. Aptitudinile fizice, pierderea în greutate, alimentația sănătoasă, managementul stresului și renunțarea la fumat și alte abuzuri de substanțe, sunt exemple de măsuri pentru a îmbunătăți sănătatea cuiva. Programele la locul de muncă sunt recunoscute de către un număr tot mai mare de companii pentru valoarea lor în îmbunătățirea sănătății și bunăstării angajaților lor, și creșterea moralului, loialității și productivității la locul de muncă. O companie poate oferi o sală de sport cu echipamente de fitness, iniția programe de renunțare la fumat, asigura un management pentru nutriție, greutate sau stres. Alte programe pot include evaluări de risc de sănătate, proiecții de sănătate și monitorizarea indicelui de masă corporală.
Un indice tot mai important al sănătății populației este înălțimea, care este puternic influențată de nutriție și sănătatea publică, printre alte standarde de trai și calitate a vieții. Studiul creșterii umane, cauzele și implicațiile sale, este cunoscut sub numele de auxologie.
Bunăstarea este un termen folosit uneori pentru a descrie starea psihologică de a fi sănătos, dar este cel mai des utilizat în domeniul medicinei alternative pentru a descrie starea cuiva.

## Îngrijirea sănătății
Îngrijirea sănătății este știința pentru diagnosticul, tratamentul și prevenția bolilor. 
În statul modern îngrijirea sănătății este integrată în sistemul de sănătate administrat și reglementat de guverne; accesul cetățenilor la sistemul de sănătate, și deci la îngrijirea sănătății, variază de la o țară la alta.  
În funcție de fiecare  etapă istorică și de factori politici și economici, îngrijirea sănătății poate fi centrată mai mult pe diagnosticul și tratamentul bolilor, sau pe prevenția lor. În lumea dezvoltată, momentan, sistemele de sănătate furnizează o îngrijire centrată pe diagnostic și tratament, această caracteristică fiind însă moștenită, filozofia care a stat la baza sistemelor apărând pe la începutul secolului trecut, când factorii care afectau cu preponderență sănătatea erau de natură acută și infecțioasă, afectând o populație tânără dintr-un grup uman cu speranță de viață mai redusă. Există deci momentan o nepotrivire între mijloacele de îngrijire oferite de sistemele de sănătate actuale, bazate pe tehnologii avansate și costisitoare de diagnostic și tratament, și problemele la care trebuie să facă față populația azi, îmbătrânită și afectată fiind de complexe maladii cronice. Această nepotrivire se traduce în primul rând prin creșterea accelerată a costurilor sistemelor de sănătate în țările dezvoltate, unde resursele sunt în majoritate concentrate pe căutarea a câte unui “glonț magic” pentru fiecare maladie sau simptom. În această cursă contra cronometru, nu numai îngrijirea sănătății este afectată, economia însăși suferind ca urmare a concentrării resurselor bugetare pe sănătate și neglijarea inerentă a celorlalte necesități ale comunităților.
Cu toate astea, cea mai mare parte dintre maladiile cronice care afectează populațiile statelor unde tranziția demografică a avut loc deja, pot fi prevenite: obezitatea, maladiile cardiace, o bună parte din cancere (pulmonar, de piele, gastric), diabetul (tip II), sunt boli a căror prevalență poate fi influențată prin politici de prevenție.     
În jur de 40 % din mortalitatea prematură se datorează factorilor comportamentali, alți 15% factorilor sociali; medicina modernă și actualul mod de organizare a îngrijirii sănătății, reușește să prevină doar 10% din cazurile de moarte prematură. În mod evident, sistemele actuale de sănătate reușesc foarte bine când e vorba de scrierea de rețete sau efectuarea de teste-diagnostic și intervenții chirurgicale, însă acestea încă n-au găsit soluția pentru a interveni asupra determinanților în amonte (upstream) ai maladiilor, cum e sărăcia sau discriminarea, adică, din păcate, pentru cea mai bună parte a mortalității premature.
Asta deși există o cantitate colosală de literatură științifică care demonstrează că diferențele de sănătate sunt determinate în aceeași măsură de circumstanțe sociale, ca și de procese biologice.
În măsura în care problemele actualelor sisteme de îngrijire a sănătății se cunosc, iar soluțiile există, întrebarea e de ce statele moderne mai continuă pe un drum vădit înfundat, riscând falimentul? Răspunsul ține mult de economie politică și prea puțin de știința administrării sistemului de sănătate: dacă este simplu - și extrem de profitabil (pentru unii) - să depui un brevet pentru un medicament, aparat medical sau tehnică chirurgicală, strategiile de prevenție a maladiilor nu pot fi deloc brevetate, iar din ele lumea întreprinzătorilor privați nu poate scoate nici un ban.